# مسجد الجفالي
مسجد الجفالي، من أشهر مساجد مدينة جدة  المملكة العربية السعودية. ويندرج ضمن مساجد الأحياء الأربعة التي صممها المعماري عبد الواحد الوكيل خلال فترة الثمانينات من القرن العشرين الميلادي، مساحة المسجد 3060م2. يتسع لـ 2500 مصل. ويحتوي على قاعة صلاة للرجال بالإضافة إلى مصلى للنساء. تم بناء المسجد في عام 1987م .

## الموقع
يقع المسجد في الحديقة المحيطة ببحيرة جدة بالقرب من منطقة البلد.  بجوار دوار البيعة. مقابل المسجد يقع مبنى وزارة الخارجية. ضمن موقع مساحته 11900م2. وقد سمي باسم صاحبه "علي الجفالي

## التصميم
كان من الأهمية ان يربط تصميم هذا المسجد بالفن المعماري المحلي القديم الذي يميز الأحياء القديمة من المدينة. وجاء التأصير الرئيسي على تصميم هذا المسجد من النماذج القائمة المتمثلة في مساجد المعمار الشافعي والحنفي.
وهذا النوع من الهندسة المعمارية يتميز بالاناقة والبساطة الدائية التي تمتاز بها ابنية المنطقة.
يحتوي المسجد المستطيل الشكل على فناء مساحته 370م2 محاطا بممرات تفطيها قباب صغيرة، ويتبع الفناء قاعة صلاة للرجال يعلوها خمة صفوف من القباب يحتوي كل صف منها على خمسة قباب ترتكز على مثلثات ركنية، وتختلف فيما بينها إلى حد ما في الشكل والارتفاع، واعلاها القبة التي تقع فوق المنطقة المحاذية للمحراب. ويؤدي مدخل الرجال الذي يقع في واجهة المسجد الشرقية إلى قاعة الصلاة من خلال الفناء، ويؤدي إلى دهليز تعلوه قبة، ويتصل مع ممر مقنطر، جميعها ملحقة بمنطقة الفناء الذي يؤدي إلى مرافق الوضوء المحادّة له من الشمال، بالإضافة إلى قاعة الصلاة التي تحدّه من الجنوب من خلال ستة أبواب مزدوجة.
ويقع مدخل النساء في الواجهة الغربية، ويؤدي مباشرة إلى أدراج تتصل بمصلى النساء في الطابق الأول.
ويقع المبنى على منصة مرفوعة، ويمكن الوصول إلى المداخل الرئيسية من خلال أدراج تمتد على طول واجهتي المسجد الشرقية والغربية، وتصل المسجد بالمناطق المحيطة به. ويقع المحراب في واجهة المسجد الشرقية، ولذلك يقوم المصلون القادمون من مدخل الرجال بالالتفاف 180 درجة قبل وصولهم إلى قاعة الصلاة، حتى يتمكنوا من الصلاة باتجاه القبلة. ويحتوي المسجد على مئذنة مكونة من ثلاثة مقاطع عمودية، تقع في الجهة الشمالية الشرقية من المبنى، بجانب مدخل الرجال.

## الإنشاء
- كما في مساجد الأحياء الثلاثة الأخرى التي صممها الوكيل في جدة، فقد استخدم طوب التراكوتا الأحمر القادر على تحمل الضغط في بناء مسجد الجفالي، بينما اقتصر استخدام الإسمنت فقط على بناء أساسات المبنى

- الهيئة العامة للسياحة والتراث الوطني.
- مجلة البناء - العدد 34 (1407هـ - 1987م).
- المجلس البلدي بجدة.